# Monte Belo
Monte Belo é um município brasileiro do estado de Minas Gerais.

## História
O município foi criado pelo decreto-lei 148, de 17 de dezembro de 1938.

## Geografia
Possui uma área total de 421,283 km² e sua população recenseada em 2022 era de 13 046.

### Clima
Segundo dados do Instituto Nacional de Meteorologia (INMET), referentes aos períodos de 1976 a 1983, 1985 a 1988 e 1993 a 1999, a menor temperatura registrada em Monte Belo, na antiga estação meteorológica da Fazenda Monte Alegre, foi de −3,2 °C em 1994, nos dias 27 de junho e 10 de julho, e a maior atingiu 37,5 °C em 3 de outubro de 1994. O maior acumulado de precipitação em 24 horas foi de 164,7 milímetros (mm) em 16 de novembro de 1987. Outros grandes acumulados iguais ou superiores a 100 mm foram 118 mm em 6 de março de 1983, 113,5 mm em 1° de abril de 1995, 104 mm em 14 de outubro de 1995 e 101 mm em 20 de outubro de 1981. Fevereiro de 1995, com 444,5 mm, foi o mês de maior precipitação.
| Dados climatológicos para Monte Belo (Fazenda Monte Alegre) | Dados climatológicos para Monte Belo (Fazenda Monte Alegre) | Dados climatológicos para Monte Belo (Fazenda Monte Alegre) | Dados climatológicos para Monte Belo (Fazenda Monte Alegre) | Dados climatológicos para Monte Belo (Fazenda Monte Alegre) | Dados climatológicos para Monte Belo (Fazenda Monte Alegre) | Dados climatológicos para Monte Belo (Fazenda Monte Alegre) | Dados climatológicos para Monte Belo (Fazenda Monte Alegre) | Dados climatológicos para Monte Belo (Fazenda Monte Alegre) | Dados climatológicos para Monte Belo (Fazenda Monte Alegre) | Dados climatológicos para Monte Belo (Fazenda Monte Alegre) | Dados climatológicos para Monte Belo (Fazenda Monte Alegre) | Dados climatológicos para Monte Belo (Fazenda Monte Alegre) | Dados climatológicos para Monte Belo (Fazenda Monte Alegre) |
| Mês | Jan                                                         | Fev                                                         | Mar                                                         | Abr                                                         | Mai                                                         | Jun                                                         | Jul                                                         | Ago                                                         | Set                                                         | Out                                                         | Nov                                                         | Dez                                                         | Ano                                                         |
| --- | ----------------------------------------------------------- | ----------------------------------------------------------- | ----------------------------------------------------------- | ----------------------------------------------------------- | ----------------------------------------------------------- | ----------------------------------------------------------- | ----------------------------------------------------------- | ----------------------------------------------------------- | ----------------------------------------------------------- | ----------------------------------------------------------- | ----------------------------------------------------------- | ----------------------------------------------------------- | ----------------------------------------------------------- |
| Temperatura máxima recorde (°C) | 35,5                                                        | 35,5                                                        | 34,2                                                        | 33,1                                                        | 30,9                                                        | 29,2                                                        | 30,5                                                        | 34,8                                                        | 36,2                                                        | 37,5                                                        | 36,1                                                        | 35,5                                                        | 37,5                                                        |
| Temperatura máxima média (°C) | 29,2                                                        | 29,4                                                        | 28,9                                                        | 27,7                                                        | 25,4                                                        | 24                                                          | 25,1                                                        | 27                                                          | 28                                                          | 28,8                                                        | 29,1                                                        | 28,4                                                        | 27,6                                                        |
| Temperatura média compensada (°C) | 22,9                                                        | 23                                                          | 22,4                                                        | 20,7                                                        | 17,8                                                        | 15,1                                                        | 15,7                                                        | 17,5                                                        | 20,1                                                        | 21,6                                                        | 22,5                                                        | 22,4                                                        | 20,1                                                        |
| Temperatura mínima média (°C) | 17,9                                                        | 17,8                                                        | 16,8                                                        | 14,3                                                        | 11,2                                                        | 8,4                                                         | 8,1                                                         | 9,4                                                         | 13,4                                                        | 15,7                                                        | 17,3                                                        | 18                                                          | 14                                                          |
| Temperatura mínima recorde (°C) | 10,5                                                        | 11,6                                                        | 9,2                                                         | 6                                                           | 1,3                                                         | −3,2                                                        | −3,2                                                        | −0,8                                                        | 6                                                           | 8,4                                                         | 9,2                                                         | 10                                                          | −3,2                                                        |
| Precipitação (mm) | 254,5                                                       | 236,5                                                       | 204,4                                                       | 74,7                                                        | 77,5                                                        | 28,2                                                        | 22,6                                                        | 18,4                                                        | 69,1                                                        | 130                                                         | 143                                                         | 246,2                                                       | 1 505,1                                                     |
| Umidade relativa compensada (%) | 82,7                                                        | 82,7                                                        | 81,9                                                        | 81,1                                                        | 81,4                                                        | 80,9                                                        | 76,9                                                        | 72,2                                                        | 71,7                                                        | 74,4                                                        | 76,7                                                        | -                                                           | -                                                           |
| Fonte: Instituto Nacional de Meteorologia (INMET) (normal climatológica de 1981-2010; recordes de temperatura: 02/08/1976 a 31/12/1983, 01/01/1985 a 31/03/1988 e 01/01/1993 a 31/05/1999) |                                                             |                                                             |                                                             |                                                             |                                                             |                                                             |                                                             |                                                             |                                                             |                                                             |                                                             |                                                             |                                                             |

## Educação
Monte Belo possui três escolas,sem contar as dos distritos Jureia e Santa Cruz,sendo elas a Escola Estadual Presidente Tancredo de Almeida Neves; A Escola popularmente chamada de Escola Coronel e a Escola Estadual Frei Levino.

## Presença do estado

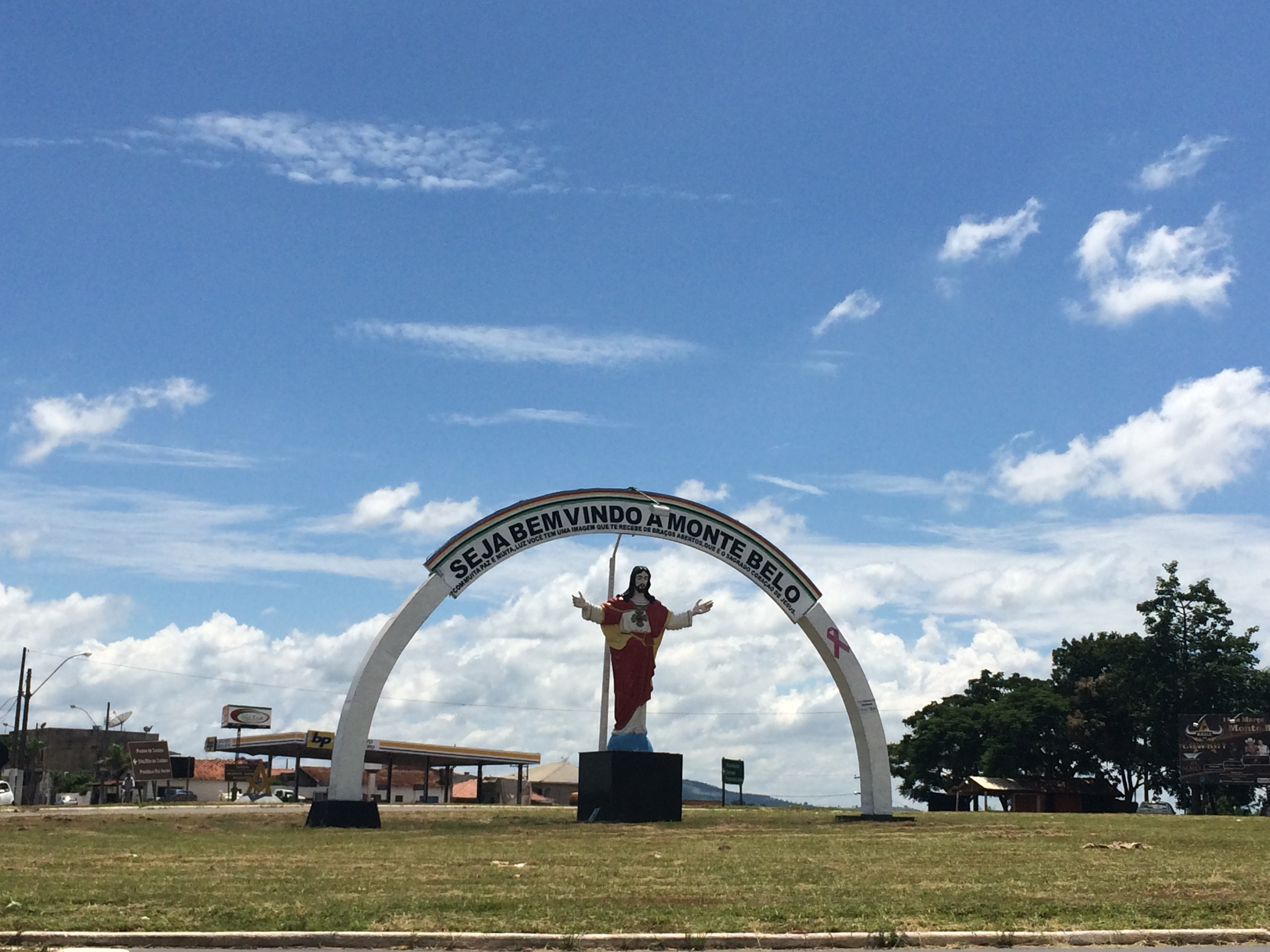
Monumento Sagrado Coração de Jesus no trevo que dá acesso a sede do município.

Monte Belo possui Comarca TJMG, Cartório Eleitoral, Quartel da Policia Militar, Delegacia de Policia Civil, Emater, Escola Estadual Frei Levino, Escola Estadual Tancredo de Almeida Neves e Alistamento Militar

## Rodovias
- BR-491 e
- AMG-1505: tem por finalidade ligar Monte Belo ao distrito de Jureia e as diversas comunidades rurais do município, começa em Monte Belo e termina no Distrito de Juréia, tem 4 km de extensão, encerrando em uma vicinal que dá acesso à cidade de Nova Resende.